# Ferdinand-Freiligrath-Straße (Weimar)

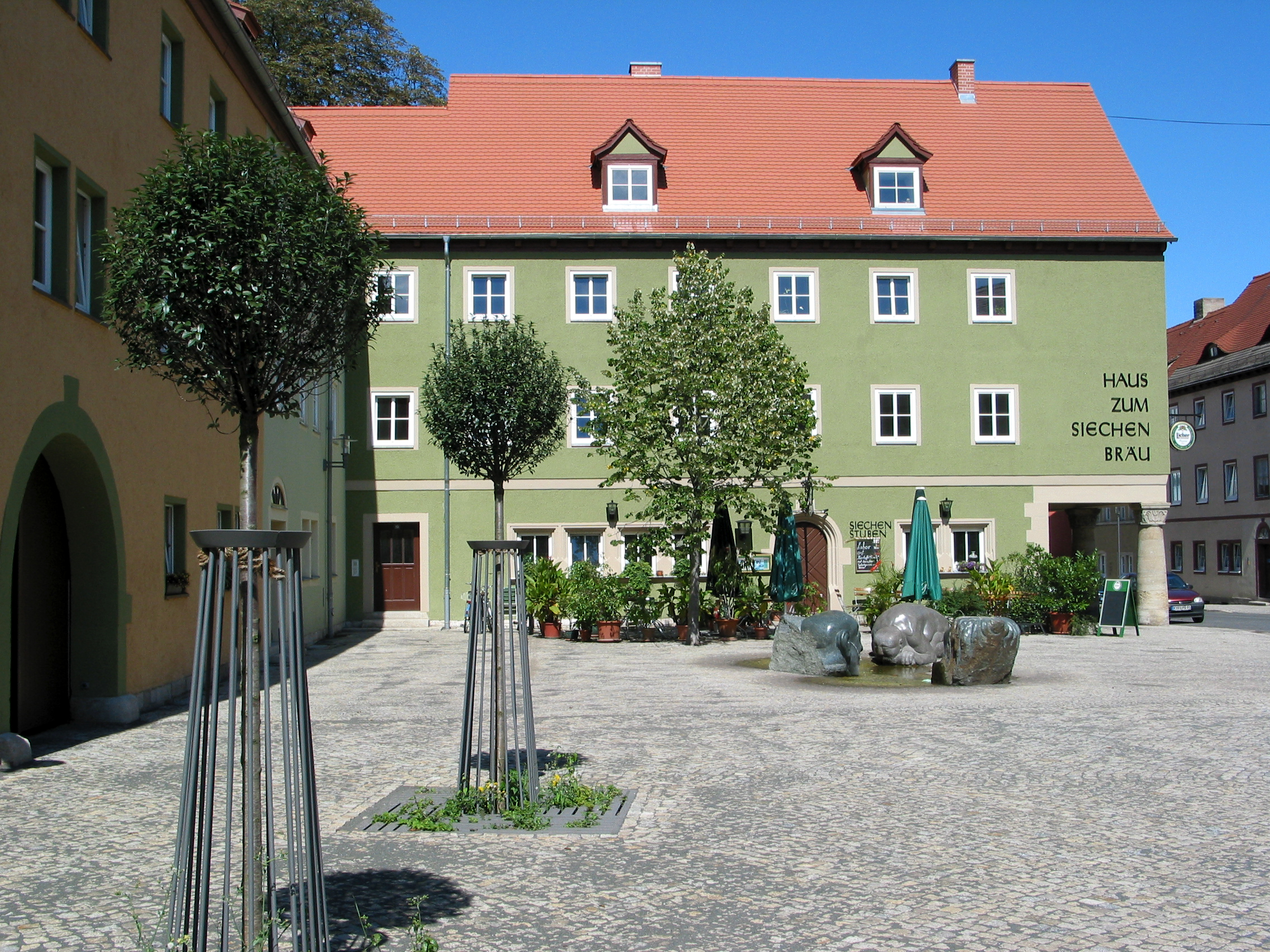
Haus zum Siechen Bräu in Weimar

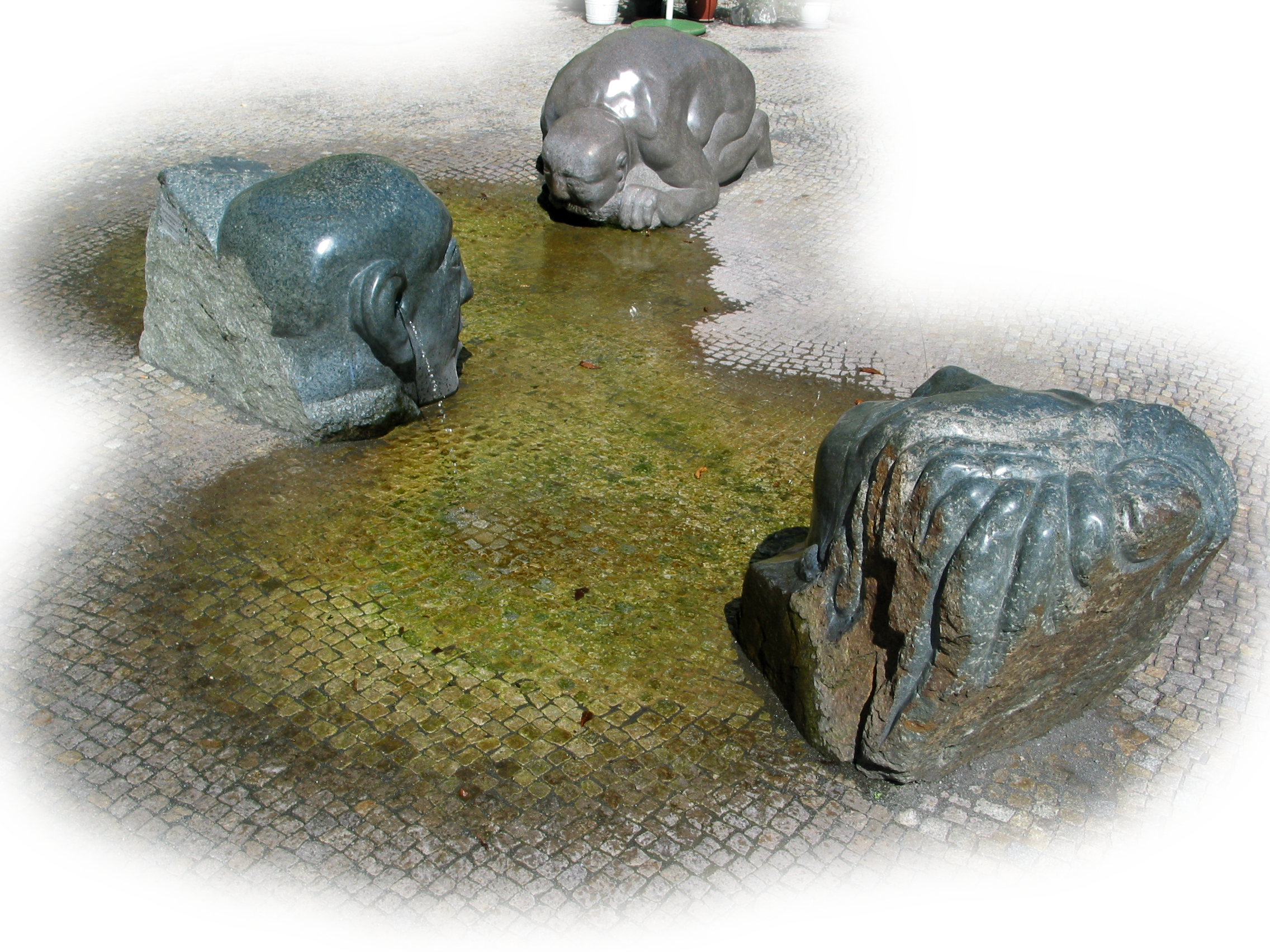
Das Trinkwasserspiel „Spucken und Schlucken“ von Bildhauer Walter Sachs (2007 aufgestellt)

Die Ferdinand-Freiligrath-Straße in Weimar, die nach dem Lyriker und Übersetzer Ferdinand Freiligrath benannt ist, befindet sich in der Jakobsvorstadt, beginnend am Jakobskirchhof und führt zur Friedensstraße.
Markant ist besonders das Haus Zum Siechen Bräu mit der Hausnummer 21, worin sich seit August 1939 ein Restaurant befindet, und der von dem Weimarer Bildhauer Walter Sachs geschaffene Wasserspiel „Spucken und Schlucken“, das 2007 unmittelbar davor installiert wurde. Die hier befindlichen Gebäude wurden Nationalsozialismus als Ersatz für die Häuser errichtet, die für das Gauforum Weimar abgerissen wurden. Diese 1936–39 entstandenen Häuser sind im völkischen Heimatschutzstil errichtet. Der Architekt Willem Bäumer war hierfür verantwortlich. Die Projektierung des Areals lag bei Hermann Gieseler. Von der Straße X, wie sie hieß, gibt es eine Aufnahme des Modells im Nachlass Gieselers.
Die gesamte Ferdinand-Freiligrath-Straße steht auf der Liste der Kulturdenkmale in Weimar (Sachgesamtheiten und Ensembles).